# Lega di Prizren

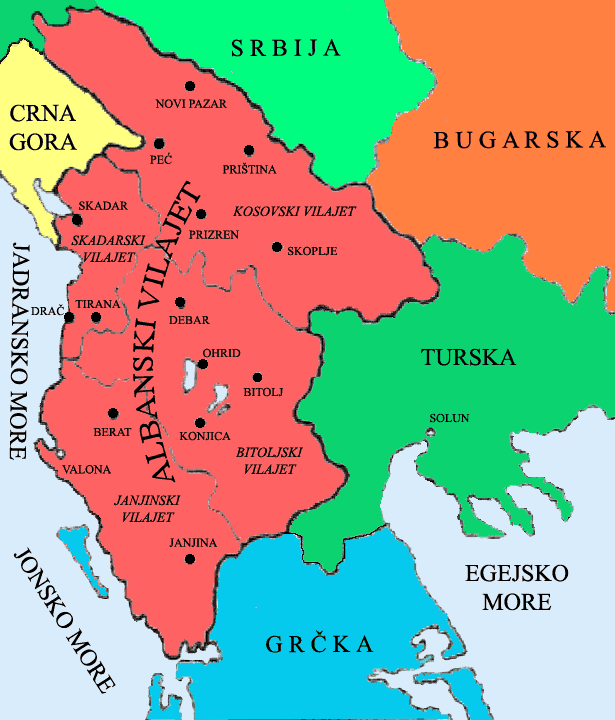
I quattro vilayets ottomani chiaramente divisi (İşkodra, Yannina, Monastir e Kosovo come proposti dalla Lega di Prizren per una piena autonomia)

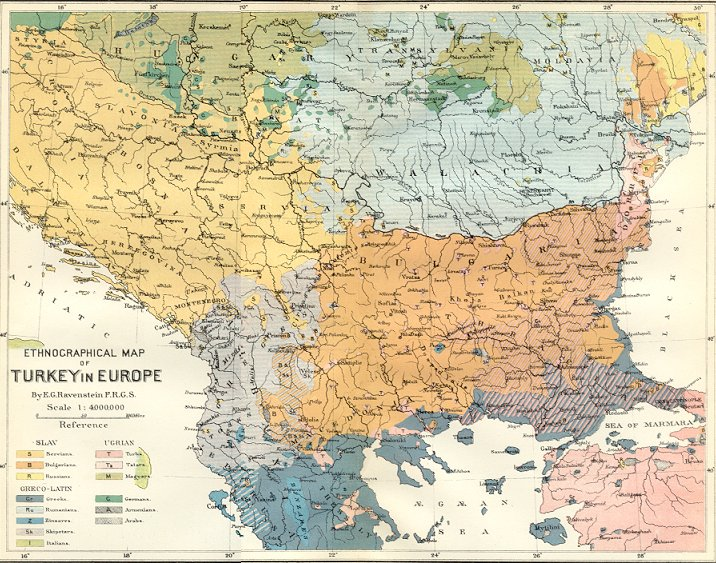
Mappa etnografica dei Balcani alla fine del XIX secolo

La Lega per la Difesa dei Diritti della Nazione Albanese comunemente conosciuta col nome di Lega di Prizren (in albanese Lidhja e Prizrenit) fu un'organizzazione politica albanese fondata il 10 giugno 1878 a Prizren, in Kosovo, allora villayet (provincia) dell'Impero ottomano.
I trattati di Santo Stefano e Berlino avevano entrambi assegnato aree popolate da maggioranza etnica albanese ad altri stati come Grecia, Montenegro e Serbia. L'incapacità della Sublime porta di proteggere gli interessi di una regione che era al 70% composta da musulmani costringeva i capi albanesi non solo ad organizzarne la difesa, ma anche a cercare di costruire un'amministrazione autonoma, come era stato nel caso della Serbia o dei principati danubiani che erano riusciti nei decenni precedenti ad ottenere l'indipendenza. La Lega iniziò un programma di riforme gravitanti attorno a cinque punti essenziali:
1. la difesa delle terre contese dalle mire espansionistiche di Serbia, Montenegro e Grecia;
2. la creazione di un singolo vilayet nell'Impero che combinasse i vilayet del Cossovo, di Monastir, di Janina e di Scutari;
3. servizio militare in Albania in tempo di pace;
4. il permesso di fondare scuole nazionali per lo sviluppo dell'educazione in lingua albanese con alfabeto latino;
5. controllo delle finanze provinciali.

Tra le figure prominenti del movimento citiamo Abdyl Frashëri, Sami Frashëri, Pashko Vasa, Ali Beg Shabanagaj, Ymer Prizreni, alcuni degli 80 tra delegati, capi tribù e uomini del clero.
La Lega doveva fronteggiare le pretese della Serbia (che reclamava il Kosovo) e del Montenegro (che reclamava Scutari); la Grecia, dal canto suo, pretendeva il ricco e importante vilayet di Gianina, oggi conosciuto col nome di Epiro. Anche se, alla fine, i tre stati summenzionati riuscirono ad annettersi le terre disputate a seguito del successo conseguito nella Prima guerra balcanica del 1912-1913, la Lega ebbe però il merito di risvegliare la coscienza nazionale albanese; oltre all'attività della Lega di Prizren, l'opera culturale dei suoi singoli partecipanti, come Sami Frashëri, contribuirono fortemente al Rinascimento Albanese. Questi, ad esempio, compose l'opera Besa Yahud Ahde Vefta, un'enciclopedia scritta in turco e dedicata alla storia generale del mondo intero, ma con specifici riferimenti all'Albania ed al contributo che gli albanesi avevano fornito all'Impero ottomano. Inoltre la distribuzione delle petizioni in città come Londra, Parigi e Berlino da parte della Lega destò l'interesse generale dell'Europa sugli albanesi nell'Impero ottomano, riconosciuti come ente attivo e determinato all'indipendenza dal gigante ottomano. La Lega venne sciolta nel 1881 e parzialmente riorganizzata in tempi successivi, ma senza il successo sperato.

## Premessa
La Guerra russo-turca del 1877-1878 aveva inferto un colpo decisivo alla potenza ottomana nella penisola balcanica, lasciando l'Impero con l'unico e precario possedimento della fascia dei Balcani centromeridionali comprendente la Rumelia, la Macedonia ed i vilayet affacciati sull'Adriatico. Gli albanesi temevano che le loro terre (impoverite perdipiù dalla pressione fiscale e dal malgoverno turco) sarebbero state divise tra i principati di Montenegro, Serbia, Bulgaria e Grecia, ed il primo trattato dopo il conflitto, il Trattato di Santo Stefano del 3 marzo 1878, assegnava effettivamente le regioni contese a Serbia, Montenegro e Bulgaria. L'Impero austro-ungarico ed il Regno Unito bloccarono gli accordi perché si resero conto di come la Russia potesse ottenere una posizione predominante nei Balcani, sbilanciando il potere europeo. Dopo due anni si tenne una conferenza di pace a Berlino.
Il Trattato di Santo Stefano aveva provocato incertezza profonda specialmente tra albanesi e bosniaci, ed aveva stimolato i capi locali ad organizzare la difesa del territorio. Nella primavera del 1878 alcuni influenti intellettuali e signori albanesi (tra cui spiccava Abdyl Frashëri, figura predominante del movimento nazionalista albanese durante gli anni precedenti) organizzarono a Costantinopoli una commissione per dirigere la resistenza albanese. Nel maggio di quell'anno il gruppo venne convocato per un'assemblea generale dei rappresentanti di tutte le aree popolate dalla comunità albanese. Membri della commissione erano Ali Ibra, Zija Prishtina, Sami Frashëri, Jani Vreto, Pashko Vasa, Baca Kurti Gjokaj, Abdyl Frashëri e Ymer Prizreni.
Durante l'incontro di Prizren venne firmato un kararname (dichiarazione) di 47 beg, il 18 giugno 1878. Il documento rappresentava la posizione iniziale tenuta dai proprietari terrieri legati all'amministrazione ottomana. Nell'articolo 1 di questo documento, i capi albanesi ribadirono la propria intenzione di preservare e mantenere l'integrità del territorio ottomano nei Balcani, appoggiando il sultano turco e "la difesa armata dei territori". L'articolo 6 del documento ribadiva l'ostilità degli albanesi, in quanto fedeli sudditi dell'Impero ottomano, all'indipendenza della Bulgaria e della Serbia. "Non permetteremo ad alcun esercito straniero di entrare nelle nostre terre. Non riconosceremo la Bulgaria e non desideriamo nemmeno sentirne nominare il nome. Se la Serbia non accetterà di ritirarsi dalle regioni illegalmente occupate, le schiereremo contro i nostri bashibozuk (corpi volontari) contro di essa e combatteremo contro di essa perché questi vengano resi. Faremo lo stesso con il Montenegro."
Al primo incontro della Lega il memorandum delle decisioni (kararname) non menzionava riforme, né l'istruzione, né tantomeno propositi di autonomia o dell'unificazione dell'Albania in un unico vilayet. Essa non fu inizialmente vista come un appello all'indipendenza albanese o addirittura all'autonomia rispetto all'Impero ottomano ma, come proposto da Pashko Vasa, semplicemente l'unificazione di tutti i territori locali in un unico vilayet. Presto questa posizione mutò radicalmente con richieste di autonomia e aperte richieste politiche all'Impero ottomano, così come formulate da Ymer Prizreni e da Abdyl Frashëri

## La Lega

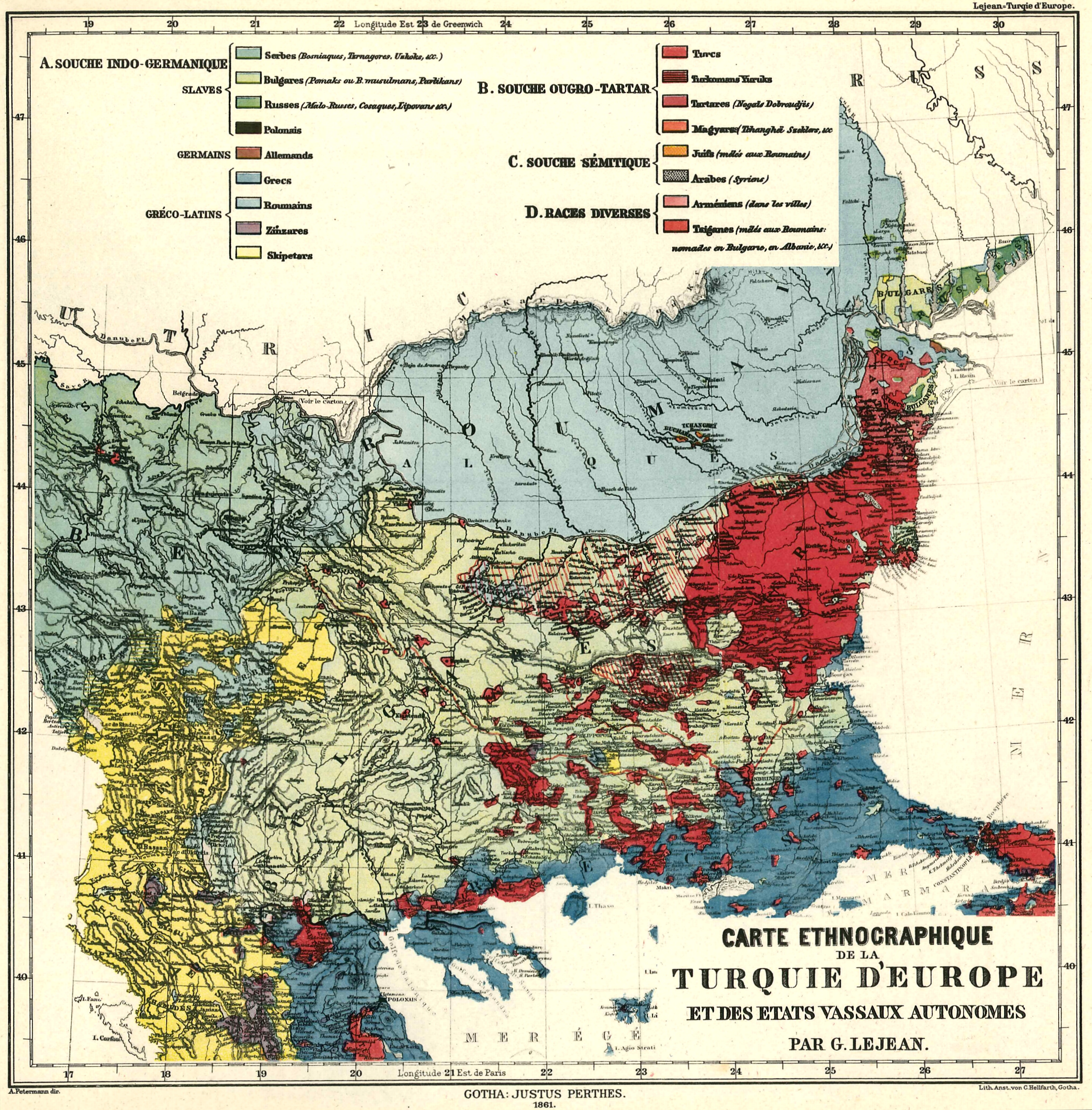
Mappa etnografica dei Balcani nel 1860

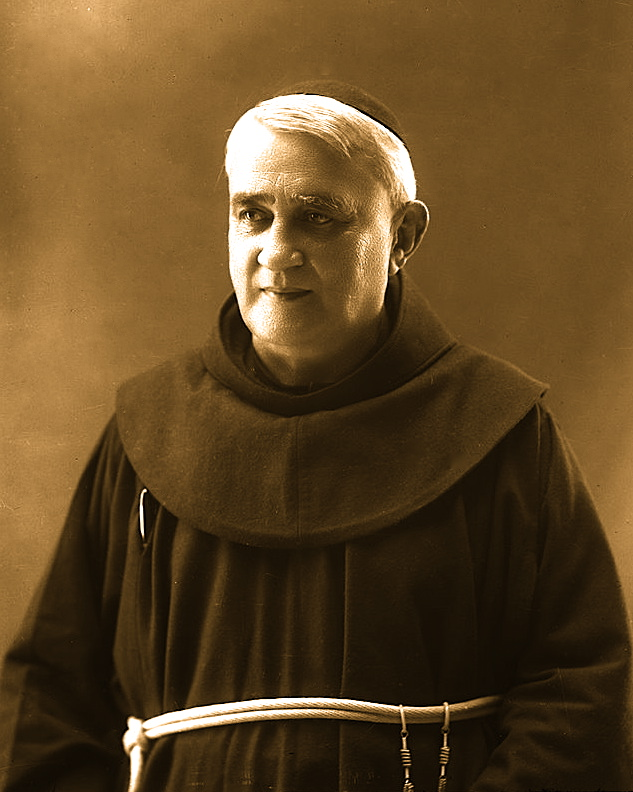
Padre Gjergj Fishta

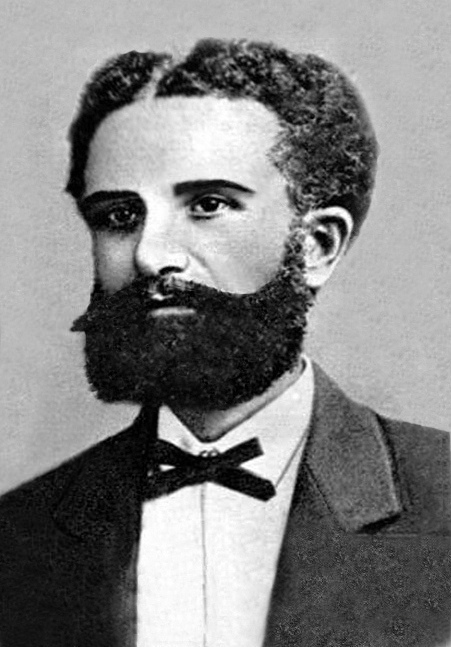
Abdyl bey Frasheri 1878

### Formazione
Il 10 giugno 1878, 18 delegati, la cui maggior parte capi religiosi, capitribù e personalità influenti dei vilayet ottomani di Kosovo, Monastir e Janina, si incontrarono nella città di Prizren. Circa 300 musulmani presero parte all'assemblea, includendo delegati dalla Bosnia e mutessarif (amministratori delle suddivisioni del sangiaccato) di Prizren e rappresentanti della autorità centrali, ma nessun delegato del vilayet di Scutari. I delegati crearono un'organizzazione, la Lega di Prizren, sotto la direzione di un comitato centrale che aveva potere di imporre tasse e creare un esercito. La lega di Prizren era composta di due fazioni, il ramo di Prizren ed il ramo meridionale. Il ramo di Prizren era guidato da Iljas Dibra ed includeva rappresentanti dalle aree Kërçova (Kičevo), Tetovë (Tetovo), Prishtina (Prishtina), Mitrovicë (Kosovska Mitrovica), Vushtrri (Vučitrn), Shkup (Skopje), Gjilan (Gnjilane), Manastir (Bitola), Dibër (Debar) e Gostivar. Il ramo meridionale, guidato da Abdyl Frashëri, consisteva di sedici rappresentanti delle aree di Kolonjë, Coriza, Arta, Berat, Parga, Argirocastro, Përmet, Paramythia, Filiates, Margariti, Valona, Tepelenë e Delvinë.
In un primo momento le autorità ottomane appoggiarono la Lega di Prizren, ma col tempo la Sublime porta fece sempre più pressione sui delegati perché si dichiarassero innanzitutto ottomani e poi albanesi. Alcuni delegati, guidati dallo sceicco Mustafa Ruhi Efendi da Tetovo, accettarono questa posizione e richiesero l'enfatizzazione della solidarietà tra musulmani, all'insegna della difesa delle terre islamiche, tra cui l'attuale Bosnia ed Erzegovina. Questa iniziale posizione della Lega, basata sulla solidarietà religiosa dei terrieri locali e delle personalità connesse all'amministrazione ottomana e le autorità religiose, fu la ragione della concessione alla lega del nome di "Comitato dei veri musulmani" (in albanese: Komiteti i Myslimanëve të Vërtetë). Altri rappresentanti, sotto la guida di Frashëri, parteciparono alla Lega con il fine di costruire un'identità nazionale albanese che sorpassasse le linee religiose e tribali, per poter poi conquistare all'Albania una propria autonomia.
Il Congresso di Berlino ignorò il memorandum della Lega, cedendo al Montenegro le città di Antivari e Podgorica ed alcune aree attorno ai villaggi di montagna di Gusinje e Plav, che i capi albanesi consideravano a tutti gli effetti facenti parte della loro nazione. La Serbia inoltre ottenne alcuni territori abitati da albanesi, molti dei quali fedeli ancora all'Impero ottomano. Gli albanesi inoltre temevano la perdita dell'Epiro a favore della Grecia. La Lega di Prizren organizzò la resistenza armata a Gusinje, Plav, Scutari, Prizren, Preveza e Janina.

### La fondazione del Governo Provvisorio di Albania nell'Impero ottomano e la dichiarazione del vilajet autonomo di Albania
All'inizio del 1881 venne ufficialmente istituito un governo provvisorio in Albania con sede a Prizren, capeggiato dal presidente Ymer Prizreni, con segretario Shuaib Spahiu e Abdyl Frashëri quale Ministro degli Affari Esteri. La Lega diede importanti contributi alla preparazione politica e militare dell'area al fine di renderla sempre più indipendente dalla potenza ottomana, la quale già stava preparando una spedizione militare contro di essa.
Il trattato di Santo Stefano venne quindi soprasseduto dal Trattato di Berlino per istanza dell'Austria-Ungheria e della Gran Bretagna. Quest'ultimo trattato, ad ogni modo, non fece altro che riconoscere ancora una volta i diritti delle nazioni straniere sul suolo albanese.

### La resistenza militare
Avendo fallito a livello diplomatico, la Lega si imbarcò in un conflitto militare con i vicini nei Balcani.
La Lega di Prizren disponeva di 16.000 uomini armati sotto il proprio controllo, i quali lanciarono una rivolta contro l'Impero ottomano dopo i tentennamenti del Congresso di Berlino. La prima operazione militare condotta dalla lega fu l'attacco contro Mehmed Ali Pascià, il (Müşir) maresciallo ottomano che aveva promosso e supervisionato il trasferimento dell'area di Plav-Gucia al Montenegro. Dopo lo scoppio del conflitto aperto la Lega prese il controllo dei villaggi turchi in Cossovo di Vushtrri, Pejë, Mitrovica, Prizren e Gjakova. Alla guida di un movimento autoctono, la Lega rigettò l'autorità turca ed attuò una secessione totale dalla Turchia.
Nell'agosto del 1878, il Congresso di Berlino aveva ordinato una commissione apposita per tracciare i confini tra l'Impero ottomano ed il Montenegro. Il congresso portò anche la Grecia e l'Impero ottomano a negoziare una soluzione diplomatica alle loro dispute di confine. La resistenza albanese portò le Grandi Potenze a restituire Gusinje e Plav all'Impero ottomano e garantì al Montenegro la città costiera di Dulcigno. Malgrado ciò, gli albanesi si rifiutarono di arrendersi. Le Grandi Potenze dovettero bloccare il porto di Dulcigno dal mare e fare pressione sulle autorità ottomane per riportare la situazione ad una stabilità vivibile. Gli sforzi diplomatici e militari degli albanesi riuscirono ad impedire per il momento che l'Epiro passasse alla Grecia, ma altri territori le vennero ceduti in cambio, come ad esempio la Tessaglia e la regione di Arta.

### La fine della Lega
Di fronte alle crescenti pressioni internazionali per una pacificazione della zona, il sultano inviò in loco una grande armata sotto il comando di Dervish Turgut Pasha perché sopprimesse la Lega di Prizren e consegnasse Dulcigno al Montenegro. Gli albanesi rimasti fedeli all'Impero ottomano appoggiarono questo intervento armato, provocando ulteriore debolezza e confusione nell'area. Nell'aprile del 1881 i 10.000 uomini al comando di Turgut Pasha presero la città di Prizren e ruppero poi la resistenza a Dulcigno. L'esperienza della Lega era ormai terminata ed i suoi capi e le loro famiglie vennero sterminati, arrestati o deportati.